# Wasq
Wasq war ein Volumen- und Getreidemaß in Arabien. Verbreitet war es vor allem geografisch rechts vom Golf von Aden und Roten Meer und besonders in Persien. In der Frühzeit des Islams war das Maß auch die Kamellast.
- 1 Wasq = 60 Sāʿ = 252,3456 Liter (als Gewicht bei Weizen 194,3 Kilogramm)

Zur Zeit Hārūn ar-Raschīds (786–809) war 
- 1 Wasq = 2 ½ Wasq (des Propheten) = 630,864 Liter entsprach etwa 485,765 Kilogramm bei Weizen
  - 1 Sāʿ = 4,2 Liter
  - 3 Sāʿ = 16 Ratl = 1 Faraq/Farq = 12,617 Liter